# Leichtathletik-Weltmeisterschaften 2019/Teilnehmer (Italien)
| Gelbes Symbol für Goldmedaillen mit stilisierten Olympischen Ringen | Graues Symbol für Silbermedaillen mit stilisierten Olympischen Ringen | Braundes Symbol für Bronzemedaillen mit stilisierten Olympischen Ringen |
| ------------------------------------------------------------------- | --------------------------------------------------------------------- | ----------------------------------------------------------------------- |
| —                                                                   | —                                                                     | 1                                                                       |

Der Leichtathletikverband von Italien nahm an den Leichtathletik-Weltmeisterschaften 2019 in Doha teil. 66 Athletinnen und Athleten wurden im September vom italienischen Verband nominiert.

## Ergebnisse

### Frauen

#### Laufdisziplinen
| Athletin | Disziplin    | Vorlauf     | Vorlauf | Halbfinale | Halbfinale | Finale       | Finale |
| Athletin | Disziplin    | Zeit        | Platz   | Zeit       | Platz      | Zeit         | Platz  |
| --- | ------------ | ----------- | ------- | ---------- | ---------- | ------------ | ------ |
| Gloria Hooper | 200 m        | 23,33 s     | 32      | DNQ        | DNQ        | –            | –      |
| Maria Benedicta Chigbolu | 400 m        | 52,63 s     | 38      | DNQ        | DNQ        | –            | –      |
| Eleonora Vandi | 800 m        | 2:04,98 min | 38      | DNQ        | DNQ        | –            | –      |
| Sara Dossena | Marathon     |             |         |            |            | DNF          | DNF    |
| Giovanna Epis | Marathon     |             |         |            |            | DNF          | DNF    |
| Luminosa Bogliolo | 100 m Hürden | 12,80 s     | 11      | 13,06 s    | 18         | DNQ          | DNQ    |
| Ayomide Folorunso | 400 m Hürden | 55,20 s     | 07      | 55,36 s    | 13         | DNQ          | DNQ    |
| Linda Olivieri | 400 m Hürden | 56,82 s     | 28      | DNQ        | DNQ        | –            | –      |
| Yadisleidy Pedroso | 400 m Hürden | 55,78 s SB  | 18      | 55,40 s SB | 15         | DNQ          | DNQ    |
| Antonella Palmisano | 20 km Gehen  |             |         |            |            | 1:37:36 h SB | 13     |
| Valentina Trapletti | 20 km Gehen  |             |         |            |            | 1:38:22 h    | 17     |
| Mariavittoria Becchetti | 50 km Gehen  |             |         |            |            | DNF          | DNF    |
| Nicole Colombi | 50 km Gehen  |             |         |            |            | DNF          | DNF    |
| Eleonora Giorgi | 50 km Gehen  |             |         |            |            | 4:29:13 h    | Bronze |
| - Anna Bongiorni - Johanelis Herrera Abreu - Gloria Hooper - Irene Siragusa nicht auf Startlisten: - Zaynab Dosso - Alessia Pavese                          | 4 × 100 m    | 42,90 s NR  | 8       |            |            | 42,98 s      | 7      |
| - Maria Benedicta Chigbolu - Ayomide Folorunso - Raphaela Lukudo - Giancarla Trevisan nicht auf Startliste: - Rebecca Borga - Alice Mangione - Marta Milani | 4 × 400 m    | 3:27,57 min | 9       |            |            | DNQ          | DNQ    |

#### Sprung/Wurf
| Athletin           | Disziplin      | Qualifikation | Qualifikation | Finale     | Finale |
| Athletin           | Disziplin      | Weite/Höhe    | Platz         | Weite/Höhe | Platz  |
| ------------------ | -------------- | ------------- | ------------- | ---------- | ------ |
| Alessia Trost      | Hochsprung     | 1,92 m        | 14            | DNQ        | DNQ    |
| Elena Vallortigara | Hochsprung     | 1,89 m        | 17            | DNQ        | DNQ    |
| Roberta Bruni      | Stabhochsprung | 4,35 m        | 29            | DNQ        | DNQ    |
| Tania Vicenzino    | Weitsprung     | 6,23 m        | 28            | DNQ        | DNQ    |
| Laura Strati       | Weitsprung     | 6,05 m        | 31            | DNQ        | DNQ    |
| Ottavia Cestonaro  | Dreisprung     | 13,97 m       | 17            | DNQ        | DNQ    |
| Daisy Osakue       | Diskuswurf     | 57,88 m       | 20            | DNQ        | DNQ    |
| Sara Fantini       | Hammerwurf     | 66,58 m       | 26            | DNQ        | DNQ    |

### Männer

#### Laufdisziplinen
| Athlet | Disziplin        | Vorlauf        | Vorlauf | Halbfinale | Halbfinale | Finale          | Finale |
| Athlet | Disziplin        | Zeit           | Platz   | Zeit       | Platz      | Zeit            | Platz  |
| --- | ---------------- | -------------- | ------- | ---------- | ---------- | --------------- | ------ |
| Marcell Jacobs | 100 m            | 10,07 s        | 05      | 10,20 s    | 19         | DNQ             | DNQ    |
| Filippo Tortu | 100 m            | 10,20 s        | 19      | 10,11 s    | 07         | 10,07 s SB      | 07     |
| Eseosa Desalu | 200 m            | 20,43 s        | 22      | 20,73 s    | 21         | DNQ             | DNQ    |
| Antonio Infantino | 200 m            | 20,89 s        | 42      | DNQ        | DNQ        | –               | –      |
| Davide Re | 400 m            | 45,08 s        | 05      | 44,85 s    | 09         | DNQ             | DNQ    |
| Yemaneberhan Crippa | 5000 m           | 13:29,08 min   | 21      |            |            | DNQ             | DNQ    |
| Yemaneberhan Crippa | 10.000 m         |                |         |            |            | 27:10,76 min NR | 08     |
| Said El Otmani | 5000 m           | DNF            | DNF     |            |            | –               | –      |
| Eyob Ghebrehiwet Faniel | Marathon         |                |         |            |            | 2:13:57 h SB    | 15     |
| Daniele Meucci | Marathon         |                |         |            |            | DNF             | DNF    |
| Yassine Rachik | Marathon         |                |         |            |            | 2:12:41 h       | 12     |
| Hassane Fofana | 110 m Hürden     | 13,49 s        | 15      | 13,52 s    | 12         | DNQ             | DNQ    |
| Lorenzo Perini | 110 m Hürden     | 13,70 s        | 27      | DNQ        | DNQ        | –               | –      |
| Yohanes Chiappinelli | 3000 m Hindernis | 8:24,73 min    | 19      |            |            | DNQ             | DNQ    |
| Osama Zoghlami | 3000 m Hindernis | 8:28,57 min    | 27      |            |            | DNQ             | DNQ    |
| Matteo Giupponi | 20 km Gehen      |                |         |            |            | 1:34:29 h       | 25     |
| Giorgio Rubino | 20 km Gehen      |                |         |            |            | DNS             | DNS    |
| Massimo Stano | 20 km Gehen      |                |         |            |            | 1:31:36 h       | 14     |
| Michele Antonelli | 50 km Gehen      |                |         |            |            | 4:22:20 h       | 16     |
| Teodorico Caporaso | 50 km Gehen      |                |         |            |            | DNF             | DNF    |
| - Federico Cattaneo - Marcell Jacobs - Davide Manenti - Filippo Tortu nicht auf Startliste: - Eseosa Desalu - Antonio Infantino - Roberto Rigali | 4 × 100 m        | 38,11 s NR     | 10      |            |            | DNQ             | DNQ    |
| - Vladimir Aceti - Matteo Galvan - Davide Re - Edoardo Scotti nicht auf Startlisten: - Daniele Corsa - Brayan Lopez - Michele Tricca             | 4 × 400 m        | 3:01,60 min SB | 07      |            |            | 3:02,78 min     | 5      |

#### Sprung/Wurf
| Athlet            | Disziplin      | Qualifikation | Qualifikation | Finale     | Finale |
| Athlet            | Disziplin      | Weite/Höhe    | Platz         | Weite/Höhe | Platz  |
| ----------------- | -------------- | ------------- | ------------- | ---------- | ------ |
| Stefano Sottile   | Hochsprung     | 2,26 m        | 16            | DNQ        | DNQ    |
| Gianmarco Tamberi | Hochsprung     | 2,29 m        | 10            | 2,27 m     | 08     |
| Claudio Stecchi   | Stabhochsprung | 5,75 m        | 05            | 5,70 m     | 08     |
| Andrea Dallavalle | Dreisprung     | 15,09 m       | 32            | DNQ        | DNQ    |
| Leonardo Fabbri   | Kugelstoßen    | 20,75 m       | 13            | DNQ        | DNQ    |
| Giovanni Faloci   | Diskuswurf     | 59,77 m       | 30            | DNQ        | DNQ    |

### Mixed
| Athlet | Disziplin | Vorlauf     | Vorlauf | Halbfinale | Halbfinale | Finale | Finale |
| Athlet | Disziplin | Zeit        | Platz   | Zeit       | Platz      | Zeit   | Platz  |
| --- | --------- | ----------- | ------- | ---------- | ---------- | ------ | ------ |
| - Edoardo Scotti (m) - Giancarla Trevisan (w) - Raphaela Lukudo (w) - Brayan Lopez (m) nicht auf Startliste: - Maria Benedicta Chigbolu (w) - Ayomide Folorunso (w) - Davide Re (m) - Michele Tricca (m) | 4 × 400 m | 3:16,52 min | 9       |            |            | DNQ    | DNQ    |